# ハウ・メニー・ピープル
ハウ・メニー・ピープル（原題：How Many People）は、1989年にポール・マッカートニーが発表した楽曲。

## 概要
レゲエ調の曲だが、エコーが掛けられていたり、打ち込みを使用していたりと、エレクトリックな仕上がりになっている。フリューゲルホルンはポールの演奏。

1988年12月22日に亡くなった環境保護活動家シコ・メンデスに捧げた曲。ブックレットにも歌詞の前にその旨が書かれている。なお、この曲はメンデスが殺される前には録音が済んでおり、最初からメンデスに捧げる歌として作曲された訳ではない。

ツアーのためのリハーサルでも演奏され、その模様はテレビで放送されたが、ツアー本番のセットリストからは外された。